# Sergio Bufarini
Sergio Antonio Bufarini (La Carlota (Córdoba), 20 settembre 1963) è un ex calciatore argentino, di ruolo attaccante.